# 錢起
錢起（710年?—780年），字仲文，唐代诗人，籍贯吴兴（今浙江湖州）。同郎士元、司空曙、李益、李端、盧綸、李嘉祐等稱大曆十才子。书法家怀素和尚之叔，被誉为“大历十才子之冠”。又与郎士元齐名，称“钱郎”，当时称为“前有沈宋，后有钱郎”。其诗作多描写自然景物、田园风光，风格清新自然，擅长五言诗，与王维、孟浩然等同为山水田园诗派的重要成员。

## 生平
关于钱起的出生年份，文献记载不一。《新唐书》并未明确记录他的生卒年，闻一多在《唐诗大系》中将其定为722年。但这一说法存在争议。例如，钱起曾作《奉和张荆州巡农晚望》一诗，张荆州即张九龄，此诗写于开元二十六、二十七年（738-739）之间。若钱起生于722年，当时他只有十七、八岁，这样的年龄与曾为宰相年逾六十的张九龄唱和作诗不合常理。因此，傅璇琮认为钱起的实际出生年份应早于722年，当在710年左右。
钱起自开元二十六、七年（738-739）游历荆州之后，约有十余年的时间行迹不可考。天宝九载或十载（750年或751年），钱起登进士第，任秘书省校书郎。此后，他在天宝年间活动的记载甚少。
安史之乱期间，钱起在757年唐军收复长安后回到长安。至德二载（757年）后，钱起在蓝田县（今陕西蓝田）任县尉，与王维有诗篇酬答。钱起在蓝田县尉任上的时间可能从758年（乾元元年）开始，持续至760年代初。后任司勋员外郎、考功郎中、翰林学士等。曾任考功郎中，故世称“钱考功”。
钱起的晚年活动记录较少。他在唐代宗时期（762-779）仍有诗作传世，但具体的官职和活动鲜有记载。约于780年去世。

## 诗歌创作
钱起的诗以五言诗为主，题材广泛，风格清新俊逸，尤擅长描写自然景物和田园风光。作品多见于《全唐诗》中。有《钱考功集》，集中五绝《江行无题一百首》及若干篇章，为其曾孙钱珝所作。
《湘灵鼓瑟》是钱起的代表作之一，全诗描绘了湘水女神演奏瑟的情景，具有浓厚的神话色彩和优美的意境。其末两句“曲终人不见，江上数峰青”被后人称为绝唱。《夜雨寄北》则表现了诗人对友人的深切怀念和夜雨中寂寞心情。这首诗被认为是钱起抒情诗的典范之一。
他与王维、孟浩然等人有较多诗篇酬唱，如王维的《春夜竹亭赠钱少府归蓝田》和钱起的《酬王维春夜竹亭赠别》。王维对其诗才称许有加，而钱起亦在王维死后写下《故王维右丞堂前芍药花开凄然感怀》一诗，表达对这位前辈诗人的深切怀念。
钱起被《新唐书》列为大历十才子之一，虽然他生活的年代比其他九人才子略早，但其诗才不减。他的诗作被誉为“体格新奇，理致清瞻”，在当时及后世享有很高的评价。高仲武在《中兴间气集》中评价钱起“文宗右丞，许以高格”。

## 家庭
有子钱徽。